# Stack It Up
«Stack It Up» es una canción del cantante británico Liam Payne en colaboración con el rapero estadounidense A Boogie wit da Hoodie. Se lanzó el 18 de septiembre de 2018, a través de Capitol Records como el primer sencillo de su primero y próximo álbum de estudio LP1. La pista fue escrita por Ed Sheeran, Fred Gibson, Julius Dubose y Steve Mac.

## Antecedentes y composición
Payne anunció la fecha de lanzamiento de la canción junto a su portada en las redes sociales el 10 de septiembre de 2019. La pista fue escrita por Ed Sheeran, Fred Gibson, Julius Dubose y Steve Mac, mientras que la producción fue llevada a cabo por Mac y Gibson. Pista grabada en Reino Unido con la colaboración de A Boogie wit da Hoodie y que cuenta con sonidos urbanos.

## Vídeo musical
El vídeo musical de «Stack It Up» se estrenó el 18 de septiembre de 2019. Fue grabado en New York , y en él se ve a Laim y Boogie en un arcade, además incluye versiones animadas de los protagonistas mostradas en los gráficos de estos juegos de entretenimiento.

## Lista de ediciones
- Descarga digital[11]

| N.º | Título                                     | Duración |  |
| 1.  | «Stack It Up» (con A Boogie wit da Hoodie) | 2:46     |  |

## Créditos y personal
Créditos adaptados de Genius.
- Liam Payne – voz, composición
- A Boogie Wit da Hoodie – voz
- Fred Gibson – composición, piano, guitarra, batería
- Steve Mac – composición, teclados
- Ed Sheeran – composición
- Chris Laws – programador
- Phil Tan – ingeniería mixta
- Randy Merrill – maestro de ingeniería
- Dann Pursey – ingeniero de grabación
- Bill Zimmerman – asistente de ingeniero de grabación

## Posicionamiento en listas
| Listas (2019)                     | Mejor posición |
| --------------------------------- | -------------- |
| Bélgica (Ultratop) Flanders       | 20             |
| Bélgica (Ultratop) Wallonia       | 30             |
| Escocia (Official Charts Company) | 10             |
| Nueva Zelanda Hot Singles (RMNZ)  | 33             |
| Reino Unido (UK Singles Chart)    | 84             |

## Historial de lanzamiento
| País           | Fecha                    | Formato                     | Discográfica     | Ref    |
| -------------- | ------------------------ | --------------------------- | ---------------- | ------ |
| Varios         | 18 de septiembre de 2019 | Descarga digital, Streaming | Capitol Records  | [ 11 ] |
| Estados Unidos | 24 de septiembre de 2019 | Contemporary hit radio      | Republic Records | [ 18 ] |